# Classe de Stiefel-Whitney
Em matemática, a classe Stiefel–Whitney surge como um tipo de classe característica associada aos fibrados vetoriais reais {\displaystyle E\rightarrow X}. É notada por w(E), tomando valores em {\displaystyle H^{*}(X;\mathbb {Z} /2\mathbb {Z} )}, os grupos de cohomologias com coeficientes mod. O componente de {\displaystyle w(E)} em {\displaystyle H^{i}(X;\mathbb {Z} /2\mathbb {Z} )} é notado por {\displaystyle w_{i}(E)} e chamado a {\displaystyle i}ésima classe Stiefel-Whitney de {\displaystyle E}, então este {\displaystyle w(E)=w_{0}(E)+w_{1}(E)+w_{2}(E)+\cdots }. Como um exemplo, sobre o círculo, {\displaystyle S^{1}}, existe um fibrado de linhas que é topologicamente não trivial: isto é, o fibrado de linhas associado à fita de Möbius, usualmente entendido como tendo fibras {\displaystyle [0,1]}. O grupo cohomológico
{\displaystyle H^{1}(S^{1};\mathbb {Z} /2\mathbb {Z} )}
tem sé um elemento além de 0, este elemento sendo a primeira classe de Stiefel-Whitney, {\displaystyle w_{1}}, deste fibrado de linhas.